# Oxylepus capensis
Oxylepus capensis  (лат.) — вид жуков щитоносок (Cassidini) из семейства листоедов.
Южная Африка (Cap Province). Тело овальной формы, уплощённое, желтовато-песочного цвета. Голова сверху не видна, так как прикрыта переднеспинкой. Надкрылья с грубой пунктировкой.
Растительноядная группа, питаются растениями различных видов семейства маревые (Chenopodiaceae), в том числе из рода солянка (Salsola sp.).